# Brit hőegység
A brit hőegység (British thermal unit, jele BTU vagy Btu) az energia egyik hagyományos mértékegysége, mely kb. 1055,05585 joule energiának felel meg. Nagyjából ennyi energiára van szükség ahhoz hogy 1 font tömegű (0,454 liter térfogatnak megfelelő), 39 °F (3,9 °C) hőfokú vizet 40 °F (4,4 °C) hőmérsékletre melegítsünk fel. A mértékegységet főleg az elektromos energiatermelésben, a vízgőz előállításánál, a fűtési rendszereknél és a légkondicionálás területén alkalmazzák. Napjainkban a BTU helyét egyre nagyobb mértékben átveszi az energia SI mértékegysége, a joule. Mostanában a mezőgazdasági energiatermelés területén lehet vele találkozni, a BTU/kg fajlagos mértékegység részeként. Nem hivatalosan még napjainkban is használják a metrikus rendszerre egyébként áttért angol nyelvű országokban is, így például Kanadában, elsősorban a szomszédos (át nem tért) Egyesült Államokkal fennálló szoros kereskedelmi és tudományos kapcsolat miatt. Ezen kívül a légkondicionálóknál, fűtő- és hűtőberendezéseknél még a nem angol anyanyelvű országban gyártott és értékesített légkondicionálóknál is gyakran BTU/h-ban adják meg a berendezés névleges hőtechnikai (termodinamikai) teljesítményét (fűtő-vagy hűtőteljesítmény).
Észak-Amerikában a BTU az üzemanyagok fűtőértékének (energiatartamának) a mérésére szolgál. Ezen kívül ebben mérik a hűtő és fűtő rendszerek – mint a kazán, a kályha, a grill vagy a légkondicionáló – teljesítményét. Ebben az esetben a BTU/h, vagyis az óránkénti brit hőmennyiség a mértékegység helyes megnevezése.
Az MBTU jelentése ezer brit hőmennyiség, vagyis ezer BTU. Itt az M a római ezret jelenti. Ez azonban könnyen összetéveszthető a mega SI előtag rövidítésével, és ezért könnyen egymillió BTU energiára lehet gondolni. Ennek elkerülése végett sok gyártó MMBTU jelzést használ a millió brit hőmennyiség jelölésére. A zavar feloldására több helyen használják a 105 BTU értékű therm és a 1015 BTU jelentésű quad mértékegységeket.

## Definíciók
Egy brit hőmennyiség az az energia, mely egy atmoszféra nyomáson ahhoz szükséges, hogy 1 font víz hőmérsékletét 1 °F-kal meg lehessen növelni. A kalóriához hasonlóan a brit hőmennyiségnek is rengeteg definíciója létezik. Mivel ezek alapja eltérő hőmérsékletű víz, így közöttük akár 0,5% különbség is előfordulhat: Nagyjából egy brit hőmennyiség jön létre, ha egy fából készült gyufát elégetünk, és ennyi energia kell ahhoz is, hogy egy fontnyi súlyt 237 méter magasra emeljünk.
| Névleges hőmérséklet | BTU egység joule-ban | Megjegyzések |
| -------------------- | -------------------- | --- |
| 3,9 °FC              | ≈ 1059.67            | A víz legnagyobb sűrűségénél, 4 °C-on mért kalóriaértéke. |
| Átlagos              | ≈ 1055,87            | A víz 0 és 100 °C közötti átlagos kalóriaértéke |
| IT                   | ≡ 1055.05585262      | A brit hőmennyiség legelterjedtebb értéke, a Nemzetközi Táblázatban használt, a Gőzjogi Ötödik Nemzetközi Konferenciáján, 1956. júliusban Londonban meghatározott érték. |
| ISO                  | ≡ 1055,056           | International standard ISO 31-4 on Quantities and units—Part 4: Heat, A. Függelék Ez az érték az IT kalóriaértékét használja, és sokkal reálisabb kerekítést alkalmaz.   |
| 15 °C                | ≡ 1054.804           | Jórészt az USA területén. A 15 °C-on mért kalóriaértéket használja, konkrét meghatározott értéke 4.1855 J (Comité international 1950; PV, 1950, 22, 79–80)               |
| 15,6 °C              | ≈ 1054.68            | Leginkább Kanadában |
| 17,2 °C              | ≈ 1054.6             | |
| Termokémiai          | ≡ 1054,35026444      | A pontosan 4.,84 J-lal megegyező termokémiai kalória alapján |

## Átszámítás
1 BTU megközelítőleg
- 1,054–1,060 kJ (kilojoule)
- 0,293071 W•h (wattóra)
- 252–253 cal (kalória, vagy „kis kalória”)
- 0,25 kcal (kilokalória, „nagy kalória,” vagy „ételkalória”)
- 25 031–25 160 ft•pdl (láb-poundal)
- 778–782 ft•lbf (lábfonterő)

Egyéb átváltások:
- A földgáz esetében 1 MMBtu (1 millió BTU) = 1,054615 GJ. Ellentétes átszámításnál 1 gigajoule 26,8 m³ meghatározott tömegű s hőmérsékletű földgáz. Tehát 1 MMBtu = 28,263682 m³ földgázzal egyenértékű.
- 1 köbláb földgáz elégetéséből minőségtől függően nagyjából 1030 BTU (1010 BTU–1070 BTU közötti) energiát lehet nyerni.

## Hasonló mértékegységek
Az óránkénti brit hőmennyiség az a teljesítmény mértékegység, melyet leggyakrabban használnak, ha a TU-t akarják alkalmazni.
- 1 watt nagyjából 3,41214 BTU/h[5]
- 1000 BTU/h majdnem 293,071 W
- 1 lóerő nagyjából 2544 BTU/h
- 1 therm az USA és az EU definíciója szerint 100 000 BTU, de az USA a BTU59 °F, míg az EU a BTUIT rendszerben számol.
- 1 quad 1015 BTU, ami majdnem 1 exajoule (1,055 × 1018 J). Az Egyesült Államokban nagyobb gazdaságok éves energiafogyasztását általában quadban adják meg. Egy quad nagyjából 33.43 gigawattóra.
- Észak-amerikai és más brit nyelvterületen, a hűtő- és klímatechnikai iparban a termodinamikai hűtőteljesítmény mérésére használják a ton of refrigeration(wd) (ToR) mértékegységet, mely 1 short ton (2000 font, 907  kg) tömegű, 0 °C (32 °F) hőmérsékletű víz 24 óra alatti teljes megfagyasztására (ill. ugyanennyi jég teljes megolvasztására) elegendő energia-áramot jelenti. 1 ToR = 12 000 BTU/h = 3517 Watt.

A BTU-t nem szabad összekeverni a hasonló rövidítésű Board of Trade Unit egységgel, mely a kilowattóra brit megfelelőjének is tekinthető. Utóbbi pontos rövidítése a B.O.T.U.
A BTU gyakran azt mutatja meg, hogy az adott hőt az erőművekben mekkora hatásfokkal tudják elektromos energiává átalakítani. Általában annak a hőnek a mennyiségét szokták így megadni, ami 1 kWh energia előállításához szükséges. A széntüzelésű erőművek általában 10.500 BTU/kWh hatásfokkal dolgoznak, ami 32-33%-os hatásfoknak felel meg.

## Lásd még
- Mértékegységek átszámítása